# 旅顺南路
旅顺南路（又称旅大南路，旅顺方面称为大连南路）是辽宁省内的一条公路，由大连市市区大体沿海岸延伸，终点为旅顺口区，全长约四十公里，是国道201线（鹤岗—大连，鹤大线）的南端。大连与旅顺由旅顺北路、旅顺中路、旅顺南路三条公路连接，旅顺南路是其中路程最短、路况较好的重要通道，由于部分路段沿海，景致也相对较好。

## 具体走向
旅顺南路最初的起点是大连市区台山一带，后改为黑石礁，与中山路衔接，走向大体与海岸平行，向西南方向途径杨树沟、凌水桥、七贤岭、河口，过河口后折向西偏北，途径梁家沟、蔡大岭，折向西南，经黄泥川、穿越黄泥川隧道至龙王塘，于大龙塘折向北，几公里后于官房村再次折向西偏北，于磨石岭折向南偏西，过山川柳后自郭家沟开始沿海折向西南，途径塔河湾、盐厂，于庙西折向西偏北，穿越白银山隧道，进入旅顺市区。

## 历史
旅顺南路建于20世纪20年代，2000年进行拓宽改造，由双向二车道拓宽为双向四车道。

## 其他
旅顺南路公交化改造
2007年7月31日中午11：30，旅顺南路长途小客全部退出营运，替换为28台宇通牌10米级城市公共客车和25台宇通牌10米空调长途客车。拥有七十余年历史的旅顺南路客运从此结束了作为长途班线的历史，升级为公交化客运。该线路由大连交运集团远大客运运营，初期为（大连）站北广场—水上人间、水上人间—旅顺两条线路，2008年8月合并为站北广场—旅顺线路。

## 旅大八景
日本占领旅顺和大连时代的旅大八景是：
- 星之浦（现星海公园）
- 黑石礁
- 凌水寺（大连海事大学的附近）
- 小平岛
- 蔡大岭（现世外桃源餐厅的附近）
- 龙王塘 （附近有龙王塘樱花园）
- 玉之浦（现塔河湾和蓝湾）
- 白银山

## 现代的旅顺南路

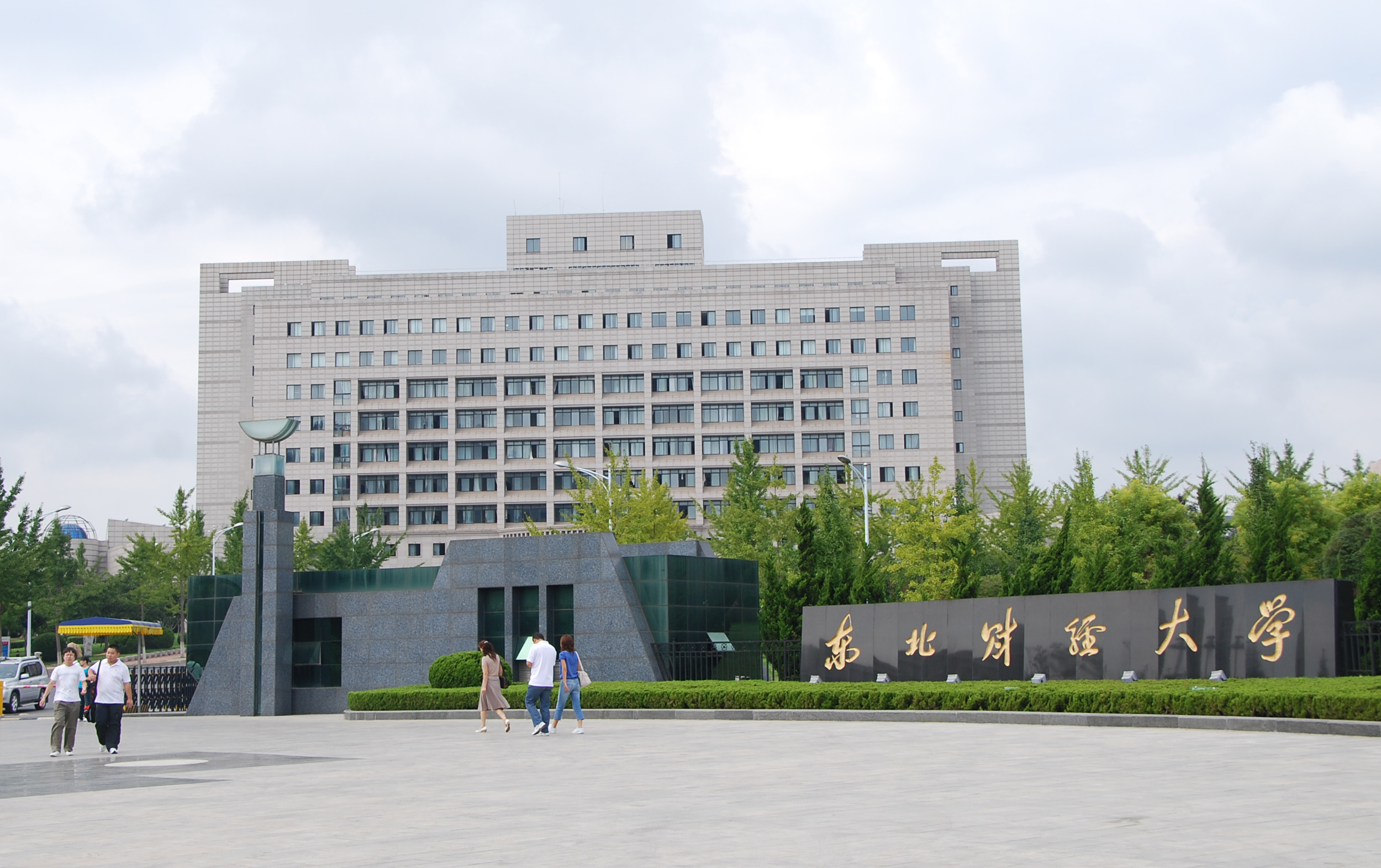
东北财经大学
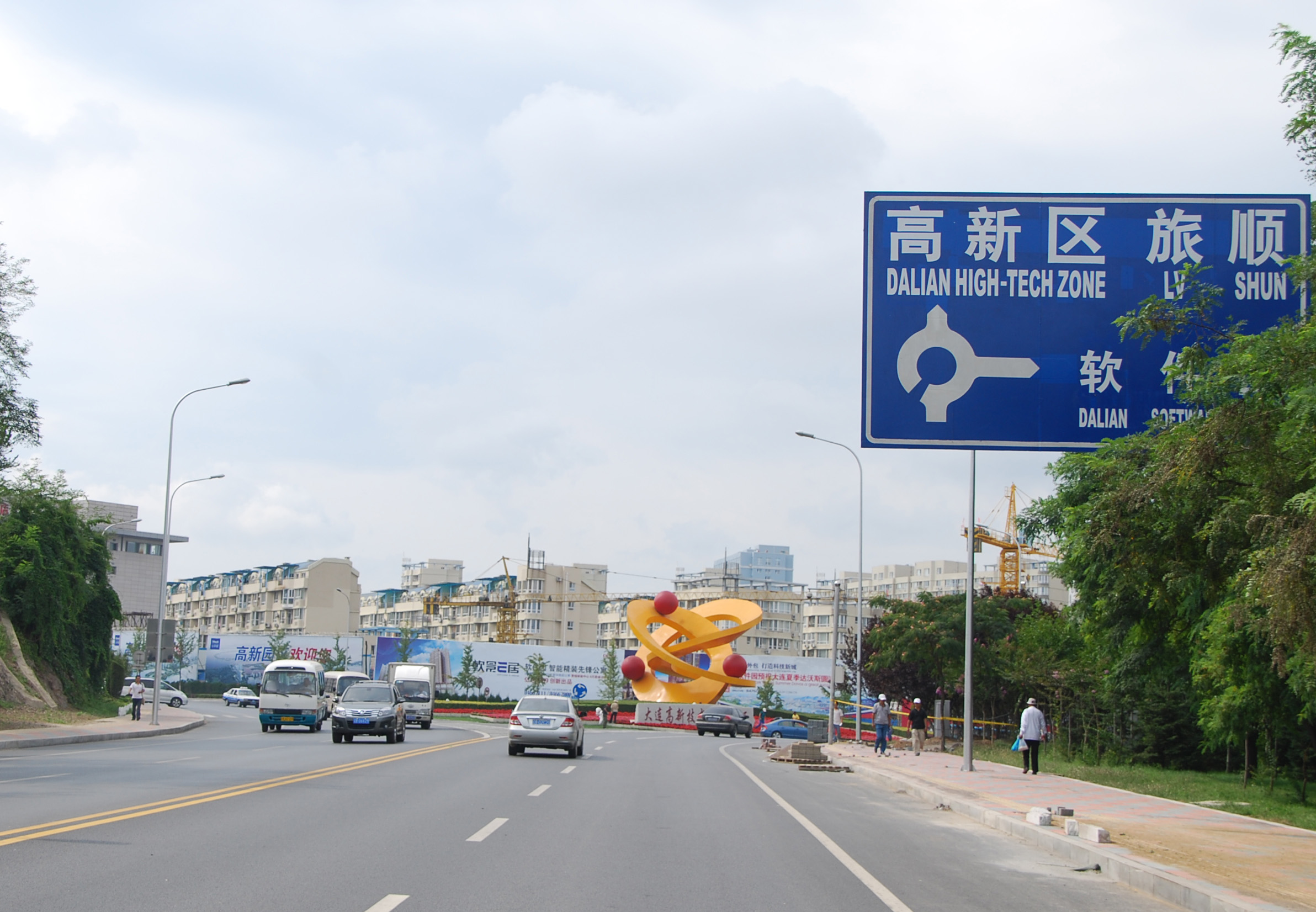
学苑广场
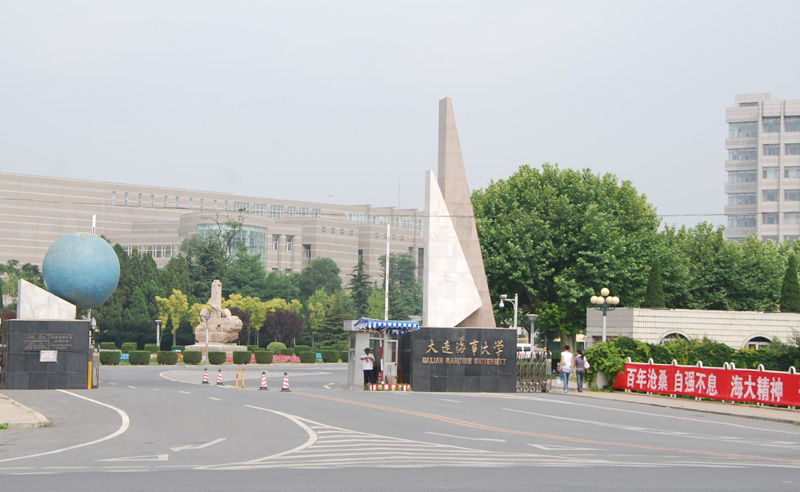
大连海事大学
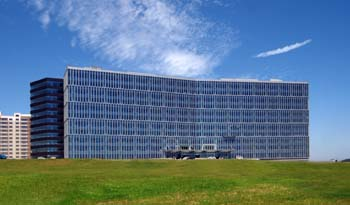
大连软件园腾飞园区
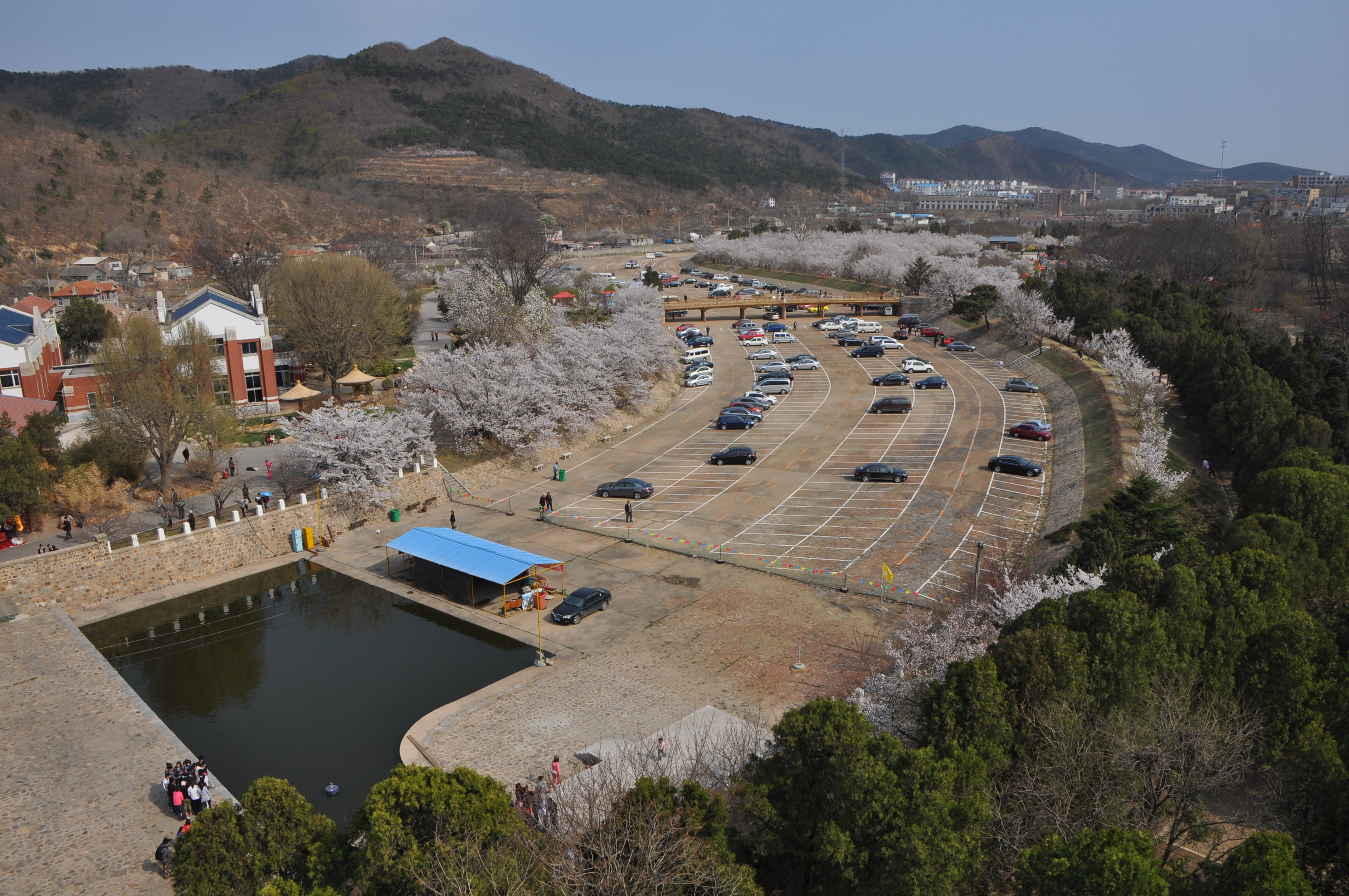
龙王塘樱花园
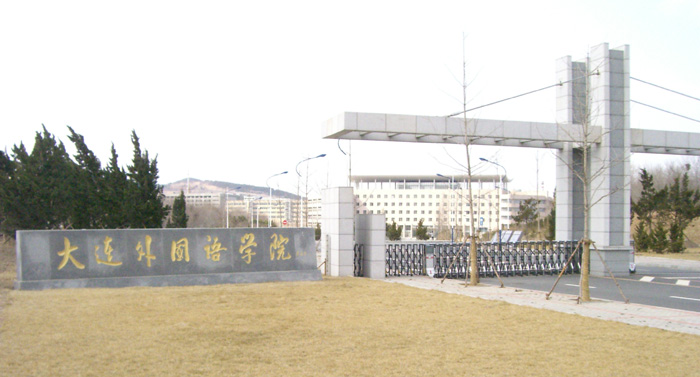
大连外国语大学新校园
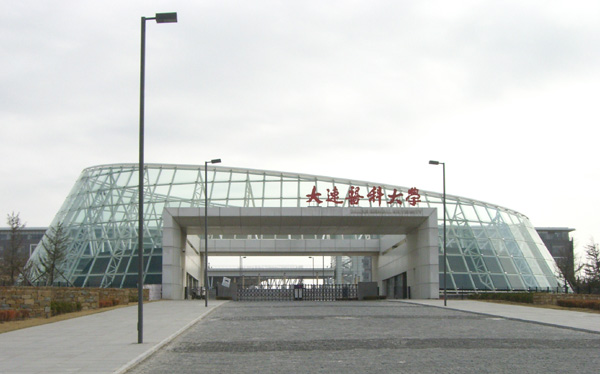
大连医科大学新校园

## 參看
- 大连市
- 旅顺口区
- 201国道